# Klaus Ganz
Klaus Ganz (* 1. Dezember 1955 in Verna) ist ein deutscher ehemaliger Fußballspieler.

## Sportlicher Werdegang
Ganz spielte ab 1976 für den in die 2. Bundesliga Süd aufgestiegenen KSV Baunatal. Dabei debütierte er unter Trainer Peter Velhorn am fünften Spieltag der Spielzeit 1976/77 bei der 0:7-Klatsche bei Kickers Offenbach als Einwechselspieler für Gerhard Reinbold und etablierte sich auch nach seinem Doppelpack im folgenden Spiel beim 5:2-Heimerfolg über den SSV Jahn Regensburg in der Folgezeit, schwankte aber im weiteren Saisonverlauf zwischen Startelf und Ersatzbank. Mit sechs Saisontoren war er hinter Erhard Hofeditz, Siegfried Bronnert und Herbert Maciossek vierterfolgreichster Torschütze des Klubs, der auf dem 15. Tabellenplatz den Klassenerhalt schaffte. Auch in der folgenden Saison war er nur über zwei Drittel der Spielzeit Stammspieler, erst nach einem Trainerwechsel zu Günter Exner setzte er sich dabei in der Startelf fest. Dieses Mal lag er mit sieben Saisontoren gleichauf mit Hofeditz hinter Eckhard Deterding in der vereinsinternen Torschützenliste. Auf dem 16. Tabellenplatz beendete der Klub die Spielzeit auf dem letzten Nichtabstiegsrang. Im Sommer 1978 übernahm Bernd Oles den Trainerposten, unter dem Ganz von Beginn an in der Spielzeit 1978/79 in der Stammformation stand. Auch nach einem erneuten Trainerwechsel zu Norbert Wagner im April 1979 blieb er im Abstiegskampf Stammspieler. Letztlich bestritt er 37 Saisonspiele, dabei erzielte er acht Saisontore – einzig Rolf Wiesenthal war vereinsintern mit neun Treffern als Torschütze erfolgreicher. Der Klub verpasste jedoch auf dem 19. Tabellenrang den Klassenerhalt, Ganz stieg mit der Mannschaft in die drittklassige Hessenliga ab. Wie lange er dort noch spielte, geht aus der aktuellen Datenlage nicht hervor.
Mit 90 Zweitligaspielen, in denen er 21 Tore erzielte, gehört er hinter Manfred Grawunder (105 Spiele), Peter Schüler (98 Spiele) und Gerhard Reinbold (91 Spiele) gleichauf mit Hans-Dieter Diehl zu den Rekordzweitligaspielern des KSV Baunatal.